# Adres Lenina
Adres Lenina (Адрес Ленина) è un film del 1929 diretto da Vladimir Michajlovič Petrov.